# Internazionali BNL d'Italia 2019
Internazionali BNL d'Italia 2019 (còn được biết đến với Rome Masters 2019 và Giải quần vợt Ý Mở rộng 2019) là một giải quần vợt chuyên nghiệp được thi đấu trên mặt sân đất nện tại Foro Italico ở Rome, Ý từ ngày 15 tháng 5–21 tháng 5 năm 2019. Đây là lần thứ 76 giải đấu được tổ chức và là một sự kiện của ATP World Tour Masters 1000 của ATP World Tour 2019 và là một sự kiện của Premier 5 của 2019 WTA Tour.

## Điểm và tiền thưởng

### Phân phối điểm
| Sự kiện | VĐ   | CK  | BK  | TK  | Vòng 1/16 | Vòng 1/32 | Vòng 1/64 | Q  | Q2 | Q1 |
| Đơn nam | 1000 | 600 | 360 | 180 | 90        | 45        | 10        | 25 | 16 | 0  |
| Đôi nam | 1000 | 600 | 360 | 180 | 90        | 0         | —         | —  | —  | —  |
| Đơn nữ  | 900  | 585 | 350 | 190 | 105       | 60        | 1         | 30 | 20 | 1  |
| Đôi nữ  | 900  | 585 | 350 | 190 | 105       | 1         | —         | —  | —  | —  |

### Tiền thưởng
| Sự kiện | VĐ       | CK       | BK       | TK       | Vòng 1/16 | Vòng 1/32 | Vòng 1/64 | Q2     | Q1     |
| Đơn nam | €958,055 | €484,950 | €248,745 | €128,200 | €64,225   | €33,635   | €18,955   | €7,255 | €3,630 |
| Đơn nữ  | €523,858 | €261,802 | €130,774 | €60,240  | €29,866   | €15,330   | €7,879    | €4,385 | €2,256 |
| Đôi nam | €284,860 | €139,020 | €69,680  | €35,510  | €18,730   | €10,020   | —         | —      | —      |
| Đôi nữ  | €284,860 | €139,020 | €69,680  | €35,510  | €18,730   | €10,020   | —         | —      | —      |

## Nội dung đơn ATP

### Hạt giống
Dưới đây là các tay vợt được xếp loại hạt giống. Hạt giống được dựa trên Bảng xếp hạng ATP vào ngày 6 tháng 5 năm 2019. Xếp hạng và điểm trước thi đấu là vào ngày 13 tháng 5 năm 2019.
| Hạt giống | Xếp hạng | Tay vợt               | Điểm trước thi đấu | Điểm bảo vệ | Điểm giành được | Điểm sau thi đấu | Thực trạng                                     |
| --------- | -------- | --------------------- | ------------------ | ----------- | --------------- | ---------------- | ---------------------------------------------- |
| 1         | 1        | Novak Djokovic        | 12,115             | 360         | 600             | 12,355           | Runner-up, lost to Rafael Nadal [2]            |
| 2         | 2        | Rafael Nadal          | 7,945              | 1,000       | 1,000           | 7,945            | Champion, defeated Novak Djokovic [1]          |
| 3         | 3        | Roger Federer         | 5,770              | 0           | 180             | 5,950            | Quarterfinals withdrew due to right leg injury |
| 4         | 5        | Alexander Zverev      | 4,745              | 600         | 10              | 4,155            | Second round lost to Matteo Berrettini [WC]    |
| 5         | 4        | Dominic Thiem         | 4,845              | 10          | 10              | 4,845            | Second round lost to Fernando Verdasco         |
| 6         | 6        | Kei Nishikori         | 3,860              | 180         | 180             | 3,860            | Quarterfinals lost to Diego Schwartzman        |
| 7         | 9        | Juan Martín del Potro | 3,145              | 90          | 180             | 3,235            | Quarterfinals lost to Novak Djokovic [1]       |
| 8         | 7        | Stefanos Tsitsipas    | 3,790              | 70          | 360             | 4,080            | Semifinals lost to Rafael Nadal [2]            |
| 9         | 10       | Marin Čilić           | 3,025              | 360         | 45              | 2,710            | Second round lost to Jan-Lennard Struff        |
| 10        | 12       | Fabio Fognini         | 2,920              | 180         | 90              | 2,830            | Third round lost to Stefanos Tsitsipas [8]     |
| 11        | 13       | Karen Khachanov       | 2,720              | 10          | 90              | 2,800            | Third round lost to Fernando Verdasco          |
| 12        | 14       | Daniil Medvedev       | 2,625              | 10          | 10              | 2,625            | First round lost to Nick Kyrgios               |
| 13        | 15       | Borna Ćorić           | 2,445              | 10          | 90              | 2,525            | Third round lost to Roger Federer [3]          |
| 14        | 18       | Nikoloz Basilashvili  | 1,905              | 70          | 90              | 1,925            | Third round lost to Rafael Nadal [2]           |
| 15        | 16       | Gaël Monfils          | 1,965              | 10          | 10              | 1,965            | First round lost to Albert Ramos Viñolas [Q]   |
| 16        | 19       | Marco Cecchinato      | 1,875              | 45          | 45              | 1,875            | Second round lost to Philipp Kohlschreiber     |

#### Tay vợt rút lui khỏi giải đấu
| Xếp hạng | Tay vợt        | Điểm trước | Điểm bảo vệ | Điểm sau | Lý do rút lui              |
| -------- | -------------- | ---------- | ----------- | -------- | -------------------------- |
| 8        | Kevin Anderson | 3,755      | 10          | 3,745    | Chấn thương khuỷu tay phải |
| 11       | John Isner     | 2,950      | 10          | 2,940    | Chấn thương chân trái      |
| 17       | Milos Raonic   | 1,960      | 0           | 1,960    | Chấn thương đầu gối phải   |

### Vận động viên khác
Đặc cách:
- Andrea Basso
- Matteo Berrettini
- Jannik Sinner
- Lorenzo Sonego

Bảo toàn thứ hạng:
- Jo-Wilfried Tsonga

Vượt qua vòng loại:
- Dan Evans
- Taylor Fritz
- Yoshihito Nishioka
- Cameron Norrie
- Benoît Paire
- Albert Ramos Viñolas
- Casper Ruud

### Rút lui
Trước giải đấu
- Kevin Anderson → thay thế bởi  Mikhail Kukushkin
- John Isner → thay thế bởi  Radu Albot
- Milos Raonic → thay thế bởi  Jan-Lennard Struff

Trong giải đấu
- Roger Federer

## Nội dung đôi ATP

### Hạt giống
| Quốc gia | Tay vợt              | Quốc gia | Tay vợt       | Xếp hạng1 | Hạt giống |
| -------- | -------------------- | -------- | ------------- | --------- | --------- |
| POL      | Łukasz Kubot         | BRA      | Marcelo Melo  | 11        | 1         |
| GBR      | Jamie Murray         | BRA      | Bruno Soares  | 17        | 2         |
| COL      | Juan Sebastián Cabal | COL      | Robert Farah  | 20        | 3         |
| CRO      | Nikola Mektić        | CRO      | Franko Škugor | 23        | 4         |
| AUT      | Oliver Marach        | CRO      | Mate Pavić    | 25        | 5         |
| RSA      | Raven Klaasen        | NZL      | Michael Venus | 29        | 6         |
| Hoa Kỳ   | Bob Bryan            | Hoa Kỳ   | Mike Bryan    | 31        | 7         |
| FIN      | Henri Kontinen       | AUS      | John Peers    | 35        | 8         |

- Bảng xếp hạng vào ngày 6 tháng 5 năm 2019.

### Vận động viên khác
Đặc cách:
- Filippo Baldi /  Andrea Pellegrino
- Simone Bolelli /  Andreas Seppi
- Marco Cecchinato /  Lorenzo Sonego

Thay thế:
- Austin Krajicek /  Artem Sitak

### Rút lui
Trước giải đấu
- Fabio Fognini
- Lucas Pouille

Trong giải đấu
- Diego Schwartzman

## Nội dung đơn WTA

### Hạt giống
| Quốc gia | Tay vợt              | Xếp hạng1 | Hạt giống |
| -------- | -------------------- | --------- | --------- |
| JPN      | Naomi Osaka          | 1         | 1         |
| CZE      | Petra Kvitová        | 2         | 2         |
| ROU      | Simona Halep         | 3         | 3         |
| CZE      | Karolína Plíšková    | 5         | 4         |
| UKR      | Elina Svitolina      | 6         | 5         |
| NED      | Kiki Bertens         | 7         | 6         |
| Hoa Kỳ   | Sloane Stephens      | 8         | 7         |
| AUS      | Ashleigh Barty       | 9         | 8         |
| BLR      | Aryna Sabalenka      | 10        | 9         |
| Hoa Kỳ   | Serena Williams      | 11        | 10        |
| DEN      | Caroline Wozniacki   | 12        | 11        |
| LAT      | Anastasija Sevastova | 13        | 12        |
| Hoa Kỳ   | Madison Keys         | 14        | 13        |
| EST      | Anett Kontaveit      | 15        | 14        |
| CHN      | Wang Qiang           | 16        | 15        |
| GER      | Julia Görges         | 17        | 16        |

- Bảng xếp hạng vào ngày 6 tháng 5 năm 2019.

### Vận động viên khác
Đặc cách:
- Victoria Azarenka
- Elisabetta Cocciaretto
- Sara Errani
- Jasmine Paolini
- Venus Williams

Vượt qua vòng loại:
- Mona Barthel
- Irina-Camelia Begu
- Alizé Cornet
- Polona Hercog
- Kristina Mladenovic
- Rebecca Peterson
- Maria Sakkari
- Tamara Zidanšek

Thua cuộc may mắn:
- Amanda Anisimova

### Rút lui
Trước giải đấu
- Bianca Andreescu → thay thế bởi  Johanna Konta
- Camila Giorgi → thay thế bởi  Barbora Strýcová
- Angelique Kerber → thay thế bởi  Alison Riske
- Maria Sharapova → thay thế bởi  Viktória Kužmová
- Donna Vekić → thay thế bởi  Amanda Anisimova

Trong giải đấu
- Naomi Osaka (chấn thương tay phải)
- Serena Williams (chấn thương đầu gối trái)

### Bỏ cuộc
- Alizé Cornet (chấn thương đùi phải)
- Julia Görges (chấn thương đùi phải)
- Petra Kvitová (chấn thương bắp chân trái)
- Garbiñe Muguruza (chấn thương đùi trái)
- Jeļena Ostapenko (virus)
- Caroline Wozniacki (chấn thương chân trái)

## Nội dung đôi WTA

### Hạt giống
| Quốc gia | Tay vợt             | Quốc gia | Tay vợt            | Xếp hạng1 | Hạt giống |
| -------- | ------------------- | -------- | ------------------ | --------- | --------- |
| CZE      | Barbora Krejčíková  | CZE      | Kateřina Siniaková | 3         | 1         |
| Hoa Kỳ   | Nicole Melichar     | CZE      | Květa Peschke      | 25        | 2         |
| AUS      | Samantha Stosur     | CHN      | Zhang Shuai        | 28        | 3         |
| BEL      | Elise Mertens       | BLR      | Aryna Sabalenka    | 29        | 4         |
| TPE      | Hsieh Su-wei        | CZE      | Barbora Strýcová   | 30        | 5         |
| CAN      | Gabriela Dabrowski  | CHN      | Xu Yifan           | 30        | 6         |
| TPE      | Chan Hao-ching      | TPE      | Latisha Chan       | 32        | 7         |
| GER      | Anna-Lena Grönefeld | NED      | Demi Schuurs       | 35        | 8         |

- Bảng xếp hạng vào ngày 6 tháng 5 năm 2019.

### Vận động viên khác
Đặc cách:
- Deborah Chiesa /  Jasmine Paolini
- Sara Errani /  Martina Trevisan
- Anastasia Grymalska /  Giorgia Marchetti

### Rút lui
Trong giải đấu
- Anastasia Pavlyuchenkova (lý do không xác định)

## Nhà vô địch

### Đơn nam
- Rafael Nadal đánh bại  Novak Djokovic, 6–0, 4–6, 6–1

### Đơn nữ
- Karolína Plíšková đánh bại  Johanna Konta, 6–3, 6–4

### Đôi nam
- Juan Sebastián Cabal /  Robert Farah đánh bại  Raven Klaasen /  Michael Venus, 6–1, 6–3

### Đôi nữ
- Victoria Azarenka /  Ashleigh Barty đánh bại  Anna-Lena Grönefeld /  Demi Schuurs, 4–6, 6–0, [10–3]